# 図解雑学シリーズ
図解雑学シリーズ（ずかいざつがくシリーズ）はナツメ社が発刊しているシリーズ。2009年（平成21年）1月現在で392冊が発刊されている。価格は1300円程度である。

## 特徴
人文科学、社会科学、自然科学の3種類に分類される。テーマによって本の色が異なり、人文科学は橙、社会科学は緑、自然科学は黄となっている。また、ページ構成は横書き本では左側に文、右側に図となっており縦書き本ではその逆となる。